# 科普尔
科普尔是奥地利萨尔茨堡州萨尔茨堡城郊县的一个市镇。总面积20.88平方公里，总人口3124人，人口密度149.6人/平方公里（2005年）。